# Hanna Brundin
Johanna (Hanna) Karolina Brundin, född 24 augusti 1914 i Malmö, död 4 december 2000 i Limhamns församling i Malmö, var en svensk konstnär.
Brundin studerade vid Skånska målarskolan och för Harald Isenstein och Helge Nielsen vid Essem-skolan i Malmö och i Köpenhamn samt grafik för Bertil Lundberg vid konstskolan Forum i Malmö. Hon utförde offentliga utsmyckningsarbeten i Malmö, Eslöv och Stockholm. Hon var medlem i Konstnärernas Samarbetsorganisation. Brundin är representerad vid Moderna museet [källa behövs], Ystads konstmuseum, Växjö museum och Borås konstmuseum. Hon är gravsatt i minneslunden på Limhamns kyrkogård i Malmö.